# Fogl Károly
Fogl Károly (magyarosított nevei: Fogoly Károly, Újpesti Károly, Újpest, 1895. január 19. – Budapest, 1969. január 12.) válogatott labdarúgó és edző. A sportsajtóban Fogl II néven szerepelt. Gyakran testvérével együtt (Fogl József vagy Fogl III) játszott.

## Pályafutása

### Klubcsapatban
Fogl labdarúgó pályafutását a Mezei Torna Clubnál kezdte, majd 1912-ben került át az Újpesti Törekvés Sportegyesülethez. Két évvel később csatlakozott az Újpesti Torna Egylethez, ahol egész karrierje során szerepelt. Itt vált Magyarország egyik legjobb védőjévé. Testvérével, Józseffel nagyszerű védőpárost alkottak, amely az európai labdarúgásban Fogl-gátként lett közismert. 1920-ban megkapta az év labdarúgója címet. A húszas években a Ferencvárosi TC és az MTK uralta a honi labdarúgást, így az Újpest sohasem végzett a második helynél előrébb és a kupában is csak döntőig jutott. Az 1929-30-as bajnokságban azonban az Újpest végzett az élen, habár Fogl alig kapott lehetőséget. Ez volt utolsó újpesti szezonja. 1931-ben egy rövid időre a Vasashoz szerződött.

### A válogatottban
1918 júniusában, Bécsben egy osztrákok elleni 2-0-s győzelemmel mutatkozott be a válogatottban. 1920 novemberében játszott először együtt a nemzeti csapatban a Fogl testvérpár, akik meghatározó alakjai voltak a húszas évek magyar válogatottjának. Az 1924-es párizsi olimpián azonban Mándi Gyula mellett játszott. Részt vett az 1927-ben rajtoló, első ízben kiírt Európai Nemzetek Kupáján, ahol Magyarország a negyedik helyen végzett. Ötvenegyedik, egyben utolsó válogatott mérkőzését 1929 áprilisában Svájc ellen játszotta. Címeres mezben 2 gólt szerzett.

### Edzőként
Aktív pályafutása befejeztével edzőnek állt és Bulgáriába ment, ahol a Sportklub Sofia csapatát 1935-ben bajnoki címig vezette. Az 1934-es labdarúgó-világbajnokság selejtezőiben a bolgár válogatottat is irányította, ahol a magyarok csoportjában pont nélkül az utolsó helyen végeztek, így lemaradtak a világbajnokságról. Ezután a román Juventus Bukarest kispadját választotta, majd pedig az akkor második ligás Győri ETO-t az NB I-be vezette. 1938-tól, illetve a második világháború után a Warta Poznańt edzette, amellyel lengyel bajnoki címet ünnepelhetett 1947-ben.

## Sikerei, díjai

### Játékosként

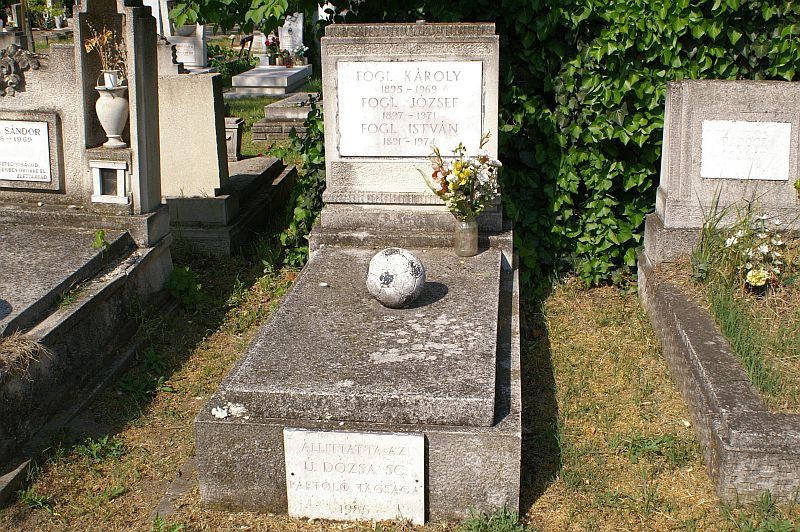
Fogl Károly és Fogl József sírja Budapesten. Megyeri temető: 2/0/1/180.

- Magyar bajnok: 1929-1930, 1930-1931
- Magyar bajnoki ezüstérmes: 1920-1921, 1922-1923, 1926-1927
- Magyar kupadöntős: 1922, 1923, 1925, 1927
- Bajnokok Tornájának győztese: 1930
- Közép-európai Kupa-győztes: 1929

### Edzőként
- Bolgár bajnok: 1935
- Lengyel bajnok: 1947

## Statisztika

### Mérkőzései a válogatottban
| Magyarország | Magyarország         | Magyarország                    | Magyarország      | Magyarország | Magyarország      | Magyarország          | Magyarország | Magyarország   |
| #            | Dátum                | Helyszín                        | Hazai             | Eredmény     | Vendég            | Kiírás                | Gólok        | Esemény        |
| ------------ | -------------------- | ------------------------------- | ----------------- | ------------ | ----------------- | --------------------- | ------------ | -------------- |
| 1.           | 1918. június 2.      | Bécs, WAC-Platz                 | Ausztria          | 0 – 2        | Magyarország      | barátságos            | -            |                |
| 2.           | 1918. október 6.     | Bécs, WAC-Platz                 | Ausztria          | 0 – 3        | Magyarország      | barátságos            | -            |                |
| 3.           | 1919. április 6.     | Budapest, Üllői úti pálya       | Magyarország      | 2 – 1        | Ausztria          | barátságos            | -            |                |
| 4.           | 1919. október 5.     | Bécs, WAC-Platz                 | Ausztria          | 2 – 0        | Magyarország      | barátságos            | -            |                |
| 5.           | 1919. november 9.    | Budapest, Hungária körúti pálya | Magyarország      | 3 – 2        | Ausztria          | barátságos            | -            |                |
| 6.           | 1920. május 2.       | Bécs, WAC-Platz                 | Ausztria          | 2 – 2        | Magyarország      | barátságos            | -            |                |
|              | 1920. május 14.      | Pforzheim                       | Dél-Németország   | 0 – 1        | Magyarország      | barátságos            | -            |                |
| 7.           | 1920. október 24.    | Berlin, Deutsches Stadion       | Németország       | 1 – 0        | Magyarország      | barátságos            | -            |                |
| 8.           | 1920. november 7.    | Budapest, Hungária körúti pálya | Magyarország      | 1 – 2        | Ausztria          | barátságos            | -            |                |
| 9.           | 1921. április 24.    | Bécs, Simmering-pálya           | Ausztria          | 4 – 1        | Magyarország      | barátságos            | -            |                |
| 10.          | 1921. június 5.      | Budapest, Hungária körúti pálya | Magyarország      | 3 – 0        | Németország       | barátságos            | -            |                |
|              | 1921. június 26.     | Budapest, Üllői úti pálya       | Magyarország      | 3 – 0        | Dél-Németország   | barátságos            | -            |                |
|              | 1921. október 23.    | Budapest, Hungária körúti pálya | Magyarország      | 3 – 2        | Közép-Németország | barátságos            | -            |                |
| 11.          | 1921. november 6.    | Budapest, Üllői úti pálya       | Magyarország      | 4 – 2        | Svédország        | barátságos            | -            |                |
| 12.          | 1921. december 18.   | Budapest, Hungária körúti pálya | Magyarország      | 1 – 0        | Lengyelország     | barátságos            | -            |                |
| 13.          | 1922. június 15.     | Budapest, Üllői úti pálya       | Magyarország      | 1 – 1        | Svájc             | barátságos            | -            |                |
| 14.          | 1922. július 2.      | Bochum, Bochumer Stadion        | Németország       | 0 – 0        | Magyarország      | barátságos            | -            |                |
| 15.          | 1922. július 9.      | Stockholm                       | Svédország        | 1 – 1        | Magyarország      | barátságos            | -            |                |
| 16.          | 1922. július 13.     | Helsinki                        | Finnország        | 1 – 5        | Magyarország      | barátságos            | 1            | 64' (11-esből) |
|              | 1922. augusztus 27.  | Lipcse                          | Közép-Németország | 3 – 5        | Magyarország      | barátságos            | -            |                |
| 17.          | 1922. szeptember 24. | Bécs, Hohe Warte                | Ausztria          | 2 – 2        | Magyarország      | barátságos            | -            |                |
| 18.          | 1922. november 26.   | Budapest, Üllői úti pálya       | Magyarország      | 1 – 2        | Ausztria          | barátságos            | -            | 35'            |
| 19.          | 1923. március 4.     | Genova, Marassi-stadion         | Olaszország       | 0 – 0        | Magyarország      | barátságos            | -            |                |
| 20.          | 1923. március 11.    | Lausanne                        | Svájc             | 1 – 6        | Magyarország      | barátságos            | -            |                |
| 21.          | 1923. május 6.       | Bécs, Hohe Warte                | Ausztria          | 1 – 0        | Magyarország      | barátságos            | -            |                |
| 22.          | 1923. augusztus 19.  | Budapest, Üllői úti pálya       | Magyarország      | 3 – 1        | Finnország        | barátságos            | -            |                |
| 23.          | 1923. szeptember 23. | Budapest, Hungária körúti pálya | Magyarország      | 2 – 0        | Ausztria          | barátságos            | -            |                |
| 24.          | 1924. április 6.     | Budapest, Hungária körúti pálya | Magyarország      | 7 – 1        | Olaszország       | barátságos            | -            |                |
| 25.          | 1924. május 4.       | Budapest, Hungária körúti pálya | Magyarország      | 2 – 2        | Ausztria          | barátságos            | -            |                |
| 26.          | 1924. május 18.      | Zürich, Sportplatz Förrlibuck   | Svájc             | 4 – 2        | Magyarország      | barátságos            | -            |                |
| 27.          | 1924. május 26.      | Párizs, Bergeyre-pálya (FRA)    | Magyarország      | 5 – 0        | Lengyelország     | olimpia, első forduló | -            |                |
| 28.          | 1924. május 29.      | Párizs, Stade-Paris pálya (FRA) | Egyiptom          | 3 – 0        | Magyarország      | olimpiai nyolcaddöntő | -            |                |
| 29.          | 1924. június 4.      | Le Havre                        | Franciaország     | 0 – 1        | Magyarország      | barátságos            | -            |                |
| 30.          | 1924. szeptember 14. | Bécs, Hohe Warte                | Ausztria          | 2 – 1        | Magyarország      | barátságos            | -            |                |
| 31.          | 1924. szeptember 21. | Budapest, Üllői úti pálya       | Magyarország      | 4 – 1        | Németország       | barátságos            | -            |                |
| 32.          | 1925. január 18.     | Milánó, Campo Milan             | Olaszország       | 1 – 2        | Magyarország      | barátságos            | -            |                |
| 33.          | 1925. március 25.    | Budapest, Hungária körúti pálya | Magyarország      | 5 – 0        | Svájc             | barátságos            | -            |                |
| 34.          | 1925. május 5.       | Bécs, Hohe Warte                | Ausztria          | 3 – 1        | Magyarország      | barátságos            | -            |                |
| 35.          | 1925. május 21.      | Budapest, Hungária körúti pálya | Magyarország      | 1 – 3        | Belgium           | barátságos            | -            |                |
| 36.          | 1925. július 12.     | Stockholm                       | Svédország        | 6 – 2        | Magyarország      | barátságos            | -            |                |
| 37.          | 1925. július 19.     | Krakkó, Wisla-pálya             | Lengyelország     | 0 – 2        | Magyarország      | barátságos            | -            |                |
| 38.          | 1925. október 4.     | Budapest, Üllői úti pálya       | Magyarország      | 0 – 1        | Spanyolország     | barátságos            | -            |                |
| 39.          | 1926. június 6.      | Budapest, Üllői úti pálya       | Magyarország      | 2 – 1        | Csehszlovákia     | barátságos            | -            |                |
| 40.          | 1926. augusztus 20.  | Budapest, Hungária körúti pálya | Magyarország      | 4 – 1        | Lengyelország     | barátságos            | 1            | 42'            |
| 41.          | 1926. szeptember 19. | Bécs, Hohe Warte                | Ausztria          | 2 – 3        | Magyarország      | barátságos            | -            |                |
| 42.          | 1926. november 14.   | Budapest, Üllői úti pálya       | Magyarország      | 3 – 1        | Svédország        | barátságos            | -            |                |
| 43.          | 1926. december 19.   | Vigo                            | Spanyolország     | 4 – 2        | Magyarország      | barátságos            | -            |                |
| 44.          | 1927. április 10.    | Bécs, Hohe Warte                | Ausztria          | 6 – 0        | Magyarország      | barátságos            | -            |                |
| 45.          | 1927. április 24.    | Prága, Sparta-pálya             | Csehszlovákia     | 4 – 1        | Magyarország      | barátságos            | -            |                |
| 46.          | 1927. június 12.     | Budapest. Üllői úti pálya       | Magyarország      | 13 – 1       | Franciaország     | barátságos            | -            |                |
| 47.          | 1927. szeptember 25. | Budapest. Üllői úti pálya       | Magyarország      | 5 – 3        | Ausztria          | Európa-kupa           | -            |                |
| 48.          | 1927. október 9.     | Budapest, Hungária körúti pálya | Magyarország      | 1 – 2        | Csehszlovákia     | barátságos            | -            |                |
| 49.          | 1928. október 7.     | Bécs, Hohe Warte                | Ausztria          | 5 – 1        | Magyarország      | Európa-kupa           | -            |                |
| 50.          | 1929. február 24.    | Párizs                          | Franciaország     | 3 – 0        | Magyarország      | barátságos            | -            |                |
| 51.          | 1929. április 14.    | Bern                            | Svájc             | 4 – 5        | Magyarország      | Európa-kupa           | -            |                |
|              | Összesen             |                                 |                   | 51           | mérkőzés          |                       | 2            | gól            |